# West Boone Township
Cet article possède un paronyme, voir Boone Township.
West Boone Township est un township du comté de Bates dans le Missouri, aux États-Unis,. En 2000, le township comptait une population de 582 habitants. Il est baptisé en référence à Daniel Boone, un pionnier.

## Source de la traduction
- (en) Cet article est partiellement ou en totalité issu de l’article de Wikipédia en anglais intitulé « West Boone Township, Bates County, Missouri » (voir la liste des auteurs).